# Malafogassa
Malafogassa és una masia del municipi de Vilanova de Sau (Osona) inclosa a l'Inventari del Patrimoni Arquitectònic de Catalunya.

## Masia
Masia de planta quadrada coberta a dues vessants i amb el carener paral·lel a la façana, orientada a ponent. S'hi observen diverses etapes constructives, com una ampliació de la part de tramuntana que provocà l'aixecament de la teulada. Aquesta banda presenta poques obertures, només un portalet, unes espieres i petites finestretes. El portal es troba descentrat de la façana i al damunt s'hi obre una finestra de totxo amb l'ampit de pedra. Per la banda de llevant s'accedeix directament al primer pis, en aquest indret encara es conserva l'antic forn.
És construïda en pedra, granit i còdols de riu units amb fang o bé amb morter de calç. L'estat de conservació és regular.

## Història
Masia situada prop de la riera major i als peus del pont de Malafogassa.
Fins fa poc estava destinada a tasques agrícoles, actualment serveix com a segona residència.
Es troba registrada al Nomenclàtor de la província de l'any 1892 com a molí fariner, activitat que segurament es portava a terme en aquesta masia, ja que està situada a la riba de la riera Major, prop de la desembocadura de la riera de Castanyadell. Malgrat aquesta suposició no hi ha cap turbina ni resclosa que ho confirmi, el que fa pensar en la possibilitat que es tracti d'una altra construcció que adoptés el mateix nom de la masia.